# Górówka boruta
Górówka boruta  (Erebia ligea) – gatunek motyla z rodziny rusałkowatych.

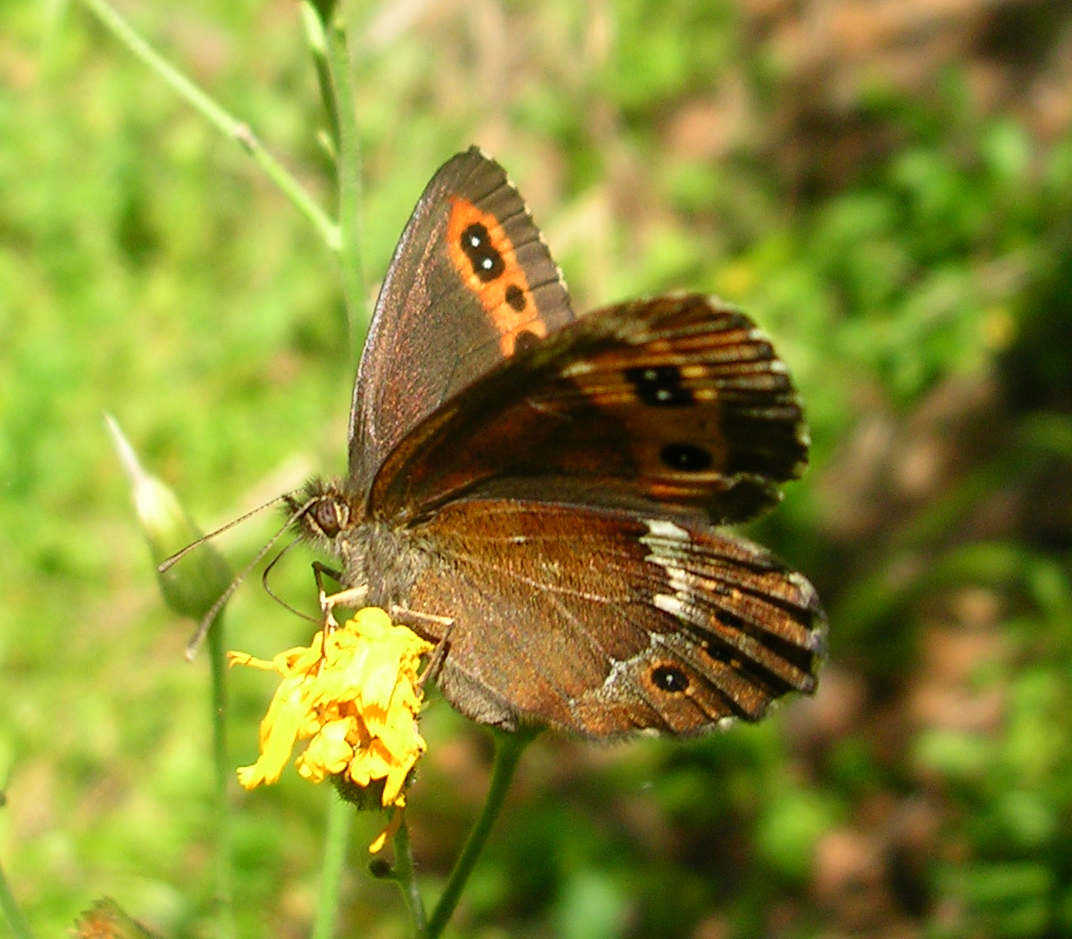
Spodnia strona skrzydeł

WystępowanieZamieszkuje leśną strefę krainy palearktycznej. W Polsce tylko na południu oraz na północ od Olsztyna. Występuje w świetlistych lasach, śródleśnych polanach, na obrzeżu lasów i na drogach leśnych.
OpisRozpiętość skrzydeł 37–45 mm. Przednie odnóża są silnie skrócone, siada na 2 parach odnóży. Górna powierzchnia skrzydeł czarnobrązowa z przepaską, samica ma przepaskę żółtomiodową, samiec pomarańczową. Na pierwszej parze skrzydeł występują 4 pary czarnych oczek z białą kropką w środku; 3 oczka są duże, 1 małe (czasami go brak). Na tylnej parze skrzydeł występują podobne oczka, z tym, że u samca są ich 3 pary, u samicy 5 par. Na spodniej powierzchni tylne skrzydła są ciemnobrązowe i mają białą przepaskę. Na brzegach skrzydeł czarno-białe frędzelki (zarówno u samca, jak i samicy).

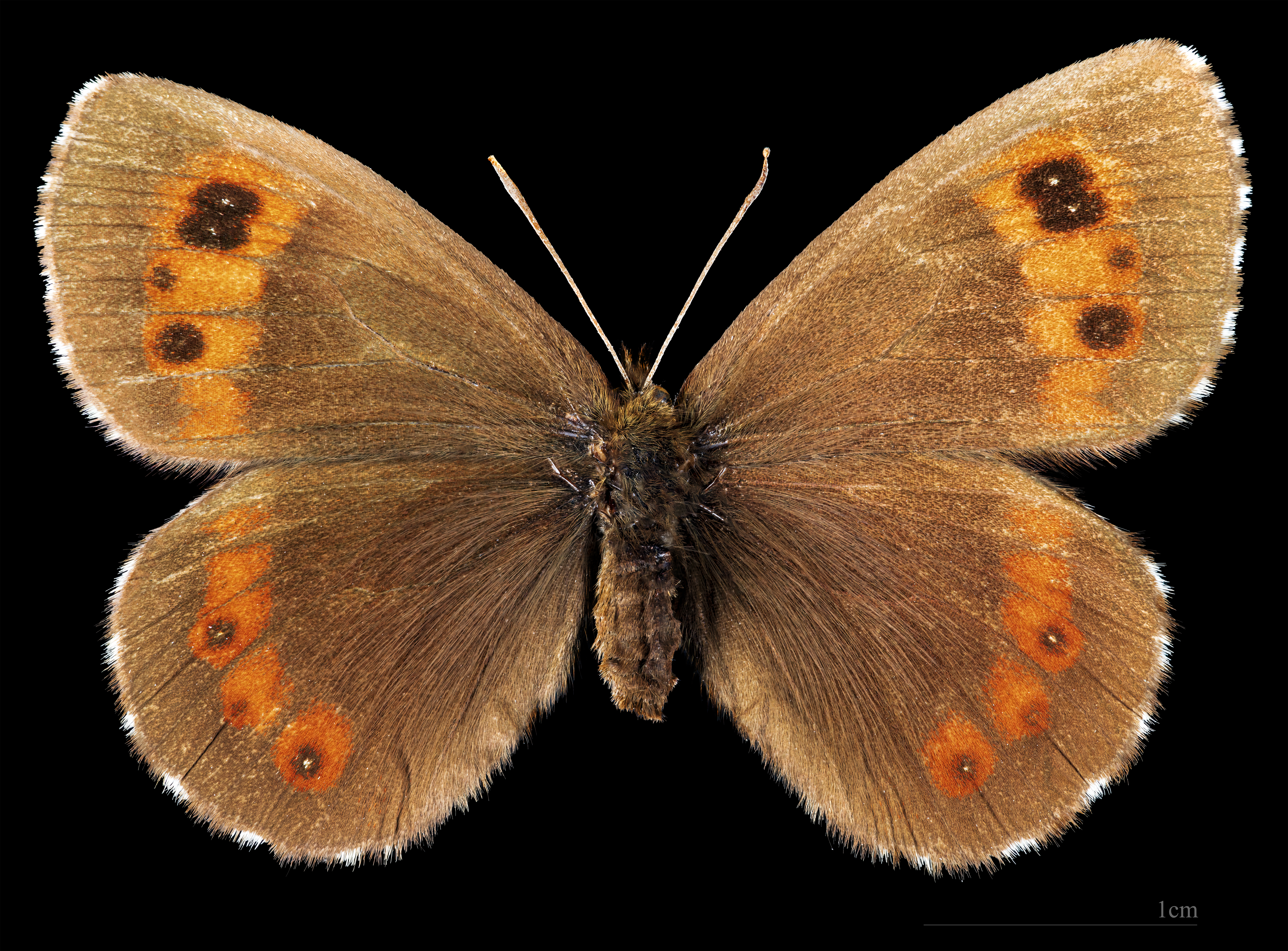
Erebia ligea ligea ♀
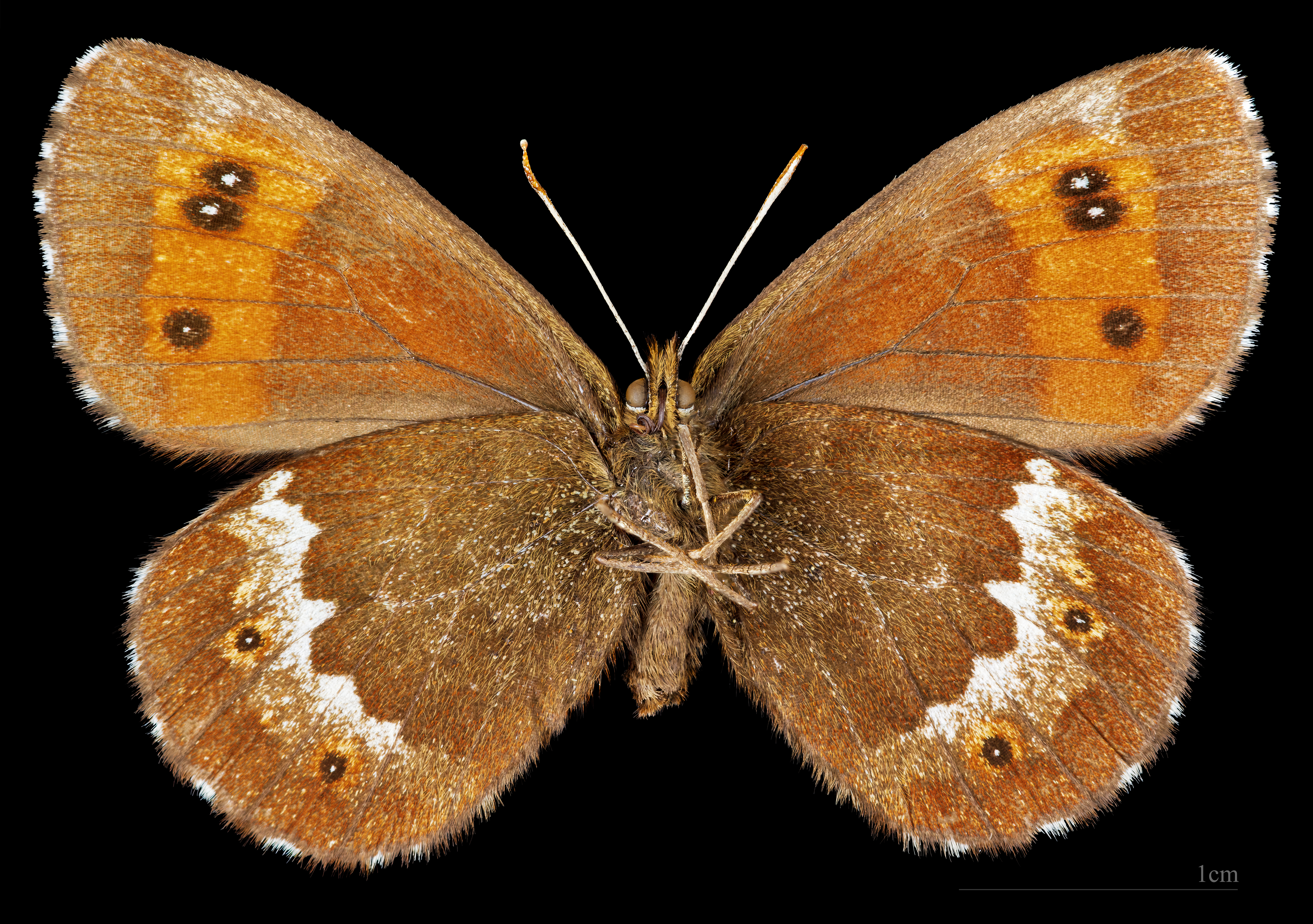
Erebia ligea ligea  ♀ △

Tryb życiaPostać dorosła występuje od lipca do sierpnia. Motyl lata nisko nad ziemią. Cykl rozwojowy trwa przeważnie 2 lata. Gąsienice odżywiają się liśćmi traw, głównie prosownicy rozpierzchłej i palusznika krwawego. Gąsienica żeruje powoli, w ciągu lata przechodzi 3–4 linienia. Zimuje na tej samej roślinie, na której żeruje. W następnym roku jeszcze żeruje, ale niedługo, po czym schodzi na ziemię, gdzie przeobraża się w brunatną poczwarkę. Na początku czerwca z poczwarki wylęga się dorosły motyl.